# Dick Irvin
James Dickinson Irvin, Sr. (nacido el 19 de julio de 1892 - 15 de mayo de 1957) era un centro profesional canadiense de hockey sobre hielo. Jugó su carrera de jugador para los Chicago Blackhawks de la Liga Nacional de Hockey (NHL) y también fue entrenador de hockey en la NHL. El hijo de Irvin, Dick Irvin, Jr. es un periodista deportivo retirado y autor.
Irvin ganó 4 Copas Stanley en su carrera como entrenador, una en 1932 con los Toronto Maple Leafs y 3 en 1944, 1946 y 1953 con los Montreal Canadiens.
Irvin nació el 19 de julio de 1892 en Hamilton, Ontario y murió el 15 de mayo de 1957 en Chicago, Illinois.
Fue admitido en el Salón de la Fama del Hockey en 1958.

## Otros sitios web
- Dick Irvin en IHDB.com

| Precedido por nueva creación | Chicago Black Hawks capitán 1926–29                        | Sucedido por L. S. Dutkowski |
| Precedido por Herb Gardiner  | Entrenador principal de los Black Hawks de Chicago 1928    | Sucedido por Tom Shaughnessy |
| Precedido por Bill Tobin     | Entrenador principal de los Black Hawks de Chicago 1930–31 | Sucedido por Bill Tobin      |
| Precedido por Frank Eddolls  | Entrenador principal de los Black Hawks de Chicago 1955–56 | Sucedido por Tommy Ivan      |

- Datos: Q937250
- Multimedia: Dick Irvin / Q937250